# Rochefort-sur-Brévon
Rochefort-sur-Brévon ist eine französische Gemeinde mit 42 Einwohnern (Stand: 1. Januar 2022) im Département Côte-d’Or in der Region Bourgogne-Franche-Comté. Sie gehört zum Kanton Châtillon-sur-Seine und zum Arrondissement Montbard.
Der Ort liegt am namengebende Fluss Brévon, der hier zu kleinen Seen aufgestaut ist.
Die Gemeinde grenzt im Norden an Villiers-le-Duc, im Osten an Essarois, im Südosten an Beaulieu, im Süden an Mauvilly, im Südwesten an Busseaut und im Nordwesten an Saint-Germain-le-Rocheux.

## Bevölkerungsentwicklung
| Jahr                       | 1962 | 1968 | 1975 | 1982 | 1990 | 1999 | 2008 | 2015 |
| -------------------------- | ---- | ---- | ---- | ---- | ---- | ---- | ---- | ---- |
| Einwohner                  | 68   | 48   | 55   | 50   | 65   | 60   | 43   | 51   |
| Quellen: Cassini und INSEE |      |      |      |      |      |      |      |      |

## Sehenswürdigkeiten

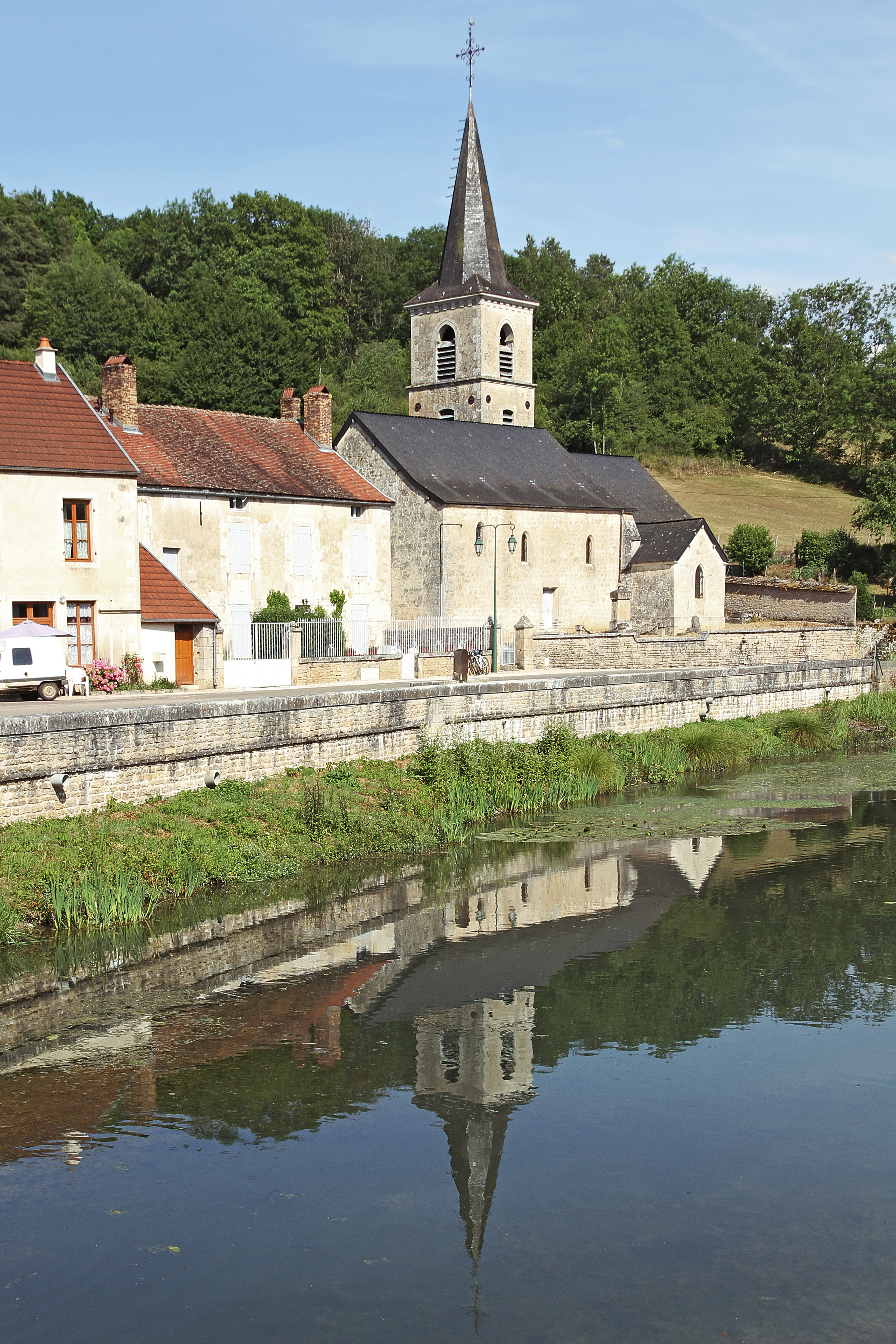
Geburts-Kirche

- Geburts-Kirche (Église de la Nativité), Monument historique seit 2001
- Kapelle Saint-Maur im Ortsteil Le Puiset